# Excrétion

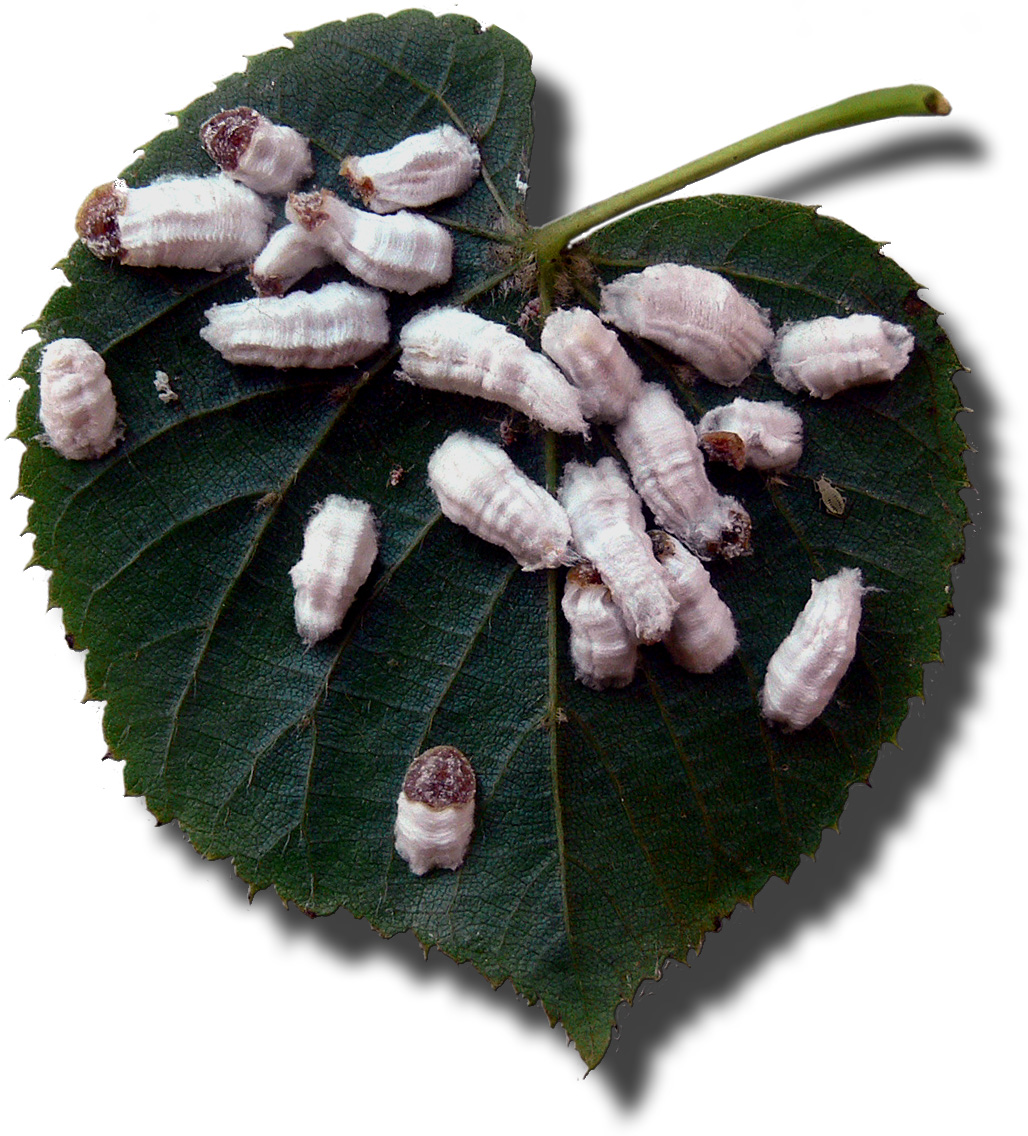
Femelles de cochenilles Pulvinaria hydrangeae produisant leur excrétion cireuse et protectrice (sur feuille de tilleul).

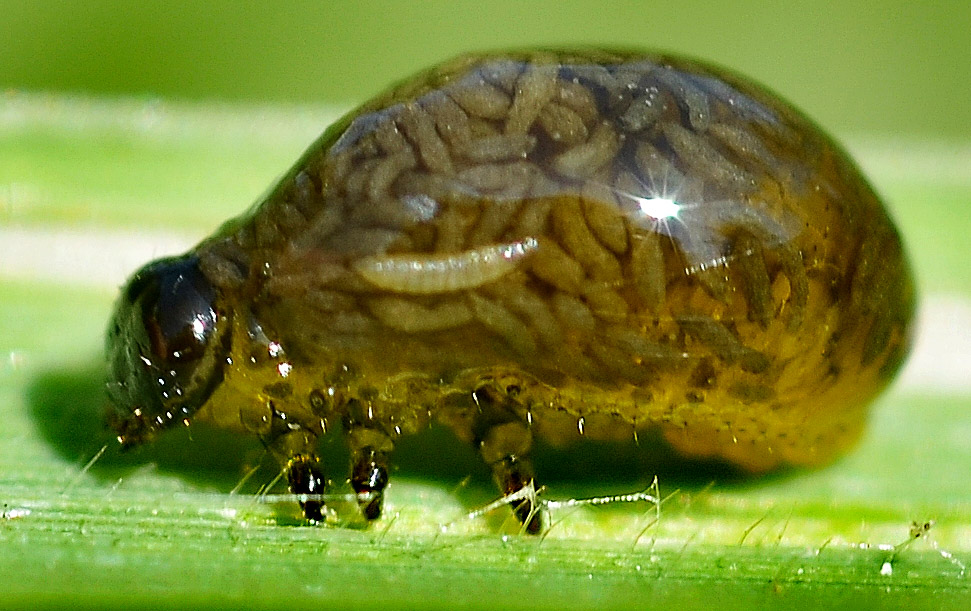
Cette larve de chrysomèle (Criocerinae) transporte avec elle ses excréments ; ce phénomène est peut-être une adaptation sélective leur permettant de se défendre contre la prédation…

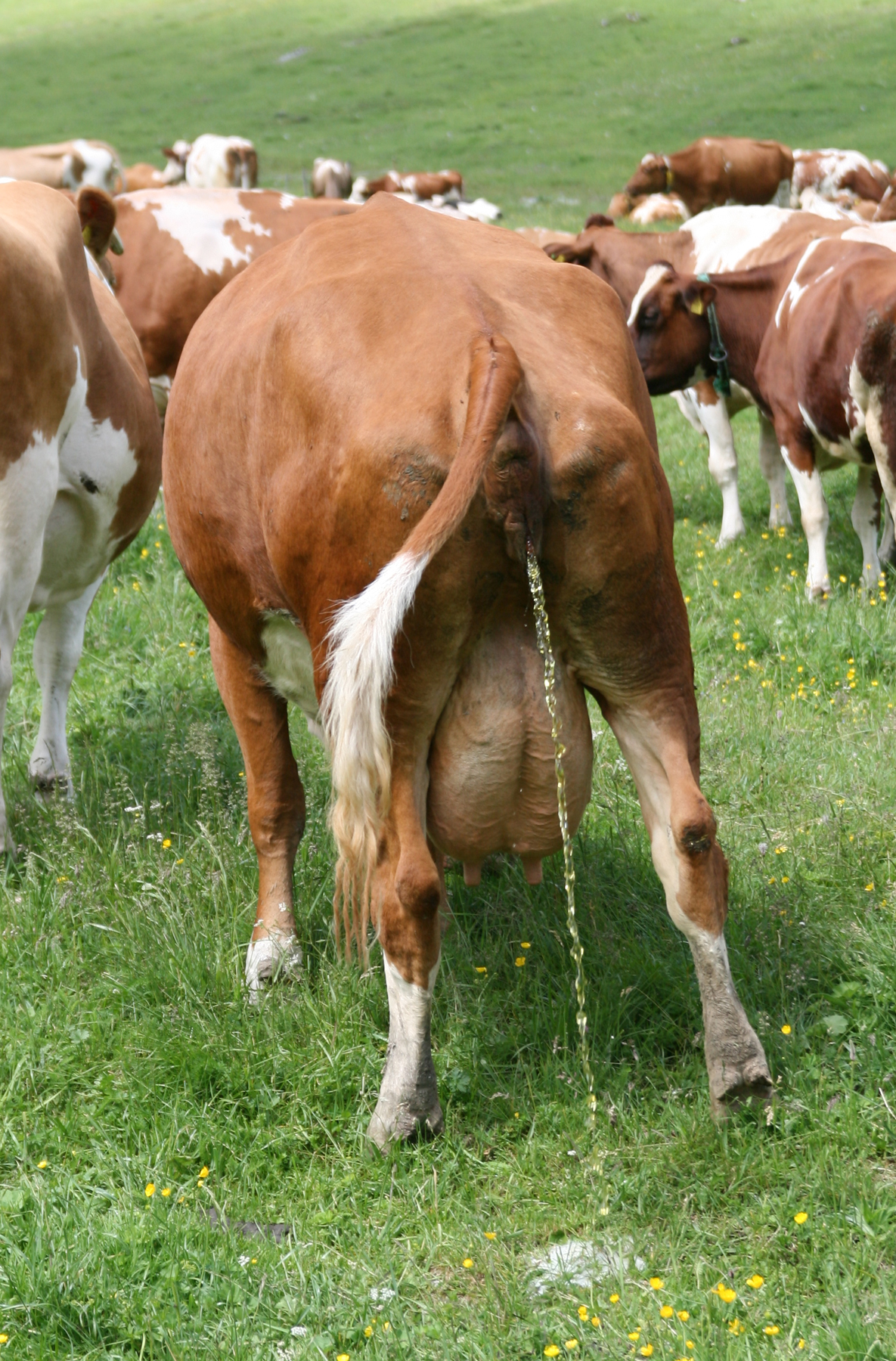
Cette vache urine, ce qui lui permet de se débarrasser de ses déchets métaboliques hydrosolubles. Chez de nombreuses espèces, l'urine stockée dans la vessie contient des molécules odorantes ou des hormones utilisées pour la reconnaissance des individus et le marquage du territoire.

L'excrétion (du verbe excréter) est l'action par laquelle des substances sécrétées (des déchets d'un métabolisme pour la plupart) d'un organisme vivant sont rejetées au-dehors sous forme de solides, liquides, gaz ou mucus. Chez l'Humain et les animaux, ce sont principalement les excréments et l'urine.

## Excreta
La notion d' excreta regroupe toutes les substances métaboliques, internes ou externes, rejetées dans le milieu par un organisme (animal, végétal, fongique), qu'il soit individuel ou colonial. 

Les excreta étaient réputés être surtout des déchets de la nutrition/digestion et du métabolisme (fèces, urines, sueur, matière sébacée, gaz carbonique, etc.), mais certains peuvent avoir des fonctions secondaires importantes (hormonales, de reconnaissance, marquage du territoire, détoxication, etc.), ci-dessous présentées ;

## Finalités
L'excrétion a plusieurs finalités connues, qui peuvent coexister pour de mêmes excreta :
- Régulation du milieu interne. En physiologie animale, les chercheurs ont remarqué que la plupart des cellules ou des tissus ont besoin pour vivre d'être dans un milieu dont les conditions hydriques et les conditions ioniques sont finement régulées. Par exemple les cellules de l'homme sont dans un milieu dont l'osmolarité est de 300 mosmol/L. (Alligator 278 mosmol/L, Canard 300 mosmol/L, Rana esculenta 210 mosmol/L, Criquet 104 mosmol/L, le Homard 974 mosmol/L, Aurélia 1092 mosmol/L, Astéraia 1012 mosmol/L.). Il peut aussi s'agir du simple rejet de substances excédentaires et/ou devenues inutiles (calcium, phosphore, sels...) ; Dans tous ces cas, l'excrétion permet aussi de réguler l'osmolarité du milieu intérieur de l'animal, dans des valeurs garantissant son homéostasie.
- Détoxication interne de l'organisme ou d'une colonie : rejet à l'extérieur de l'organisme des déchets métaboliques issu du fonctionnement normal et interne de l'organisme (acide lactique par exemple). Ce rejet peut se faire dans l'eau, l'air ou le sol, ou via un stockage plus ou moins durable dans les phanères, une cuticule ou une coquille.

Parfois les excreta sont réutilisés par l'organisme lui-même pour se camoufler ou se protéger ; ainsi, dans le cas des animaux, l'organisme peut aussi évacuer à l'extérieur de lui-même des substances indésirables ou toxiques ingérées ou inhalées via respectivement l'alimentation et la respiration ou absorbées par voie percutanée ; des protéines spéciales sont impliquées (métalloprotéines chélatrices, dont métallothionéines, dans le cas des métaux).
Les coquilles de bivalves et d'escargots ont peut-être comme origine ce type de stratégie. Chez des filtreurs comme les moules et huîtres, les coquilles peuvent ainsi bioaccumuler des métaux lourds (plomb et cadmium par exemple) incorporés des aliments ou de l'eau ; de manière inoffensive pour l'organisme.
Chez les oiseaux et mammifères, les phanères (plumes, ongles, cheveux et poils) ou la peau se desquamant, contribuent aussi à faire sortir de l'organisme des métaux toxiques tels que le plomb ou le mercure :
- diffuser autour de l'organisme, dans un mucus externe ou dans l'environnement sous forme gazeuse ou de nanoparticules des hormones, phéromones et/ou des molécules importantes pour le « marquage du territoire », en plus de  « marquage visuelles » importantes aussi conférées par certaines espèces aux fèces ;
- rejet de cellules reproductrices (sperme et spermatozoïdes, ovules) ;
- comportement induit par un pathogène, dans certains « systèmes de contagion ». Dans ce cas, il y a rejet dans l'environnement de propagules ; (bactéries, virus, œufs ou larves d'endoparasites, spores de champignons...) dans le cas de nombreuses maladies (par ex : toux/éternuement, bave, écoulement à partir des yeux, etc.) ;
- certains animaux (notamment poissons dont les discus amazoniens) sécrètent sur leur peau des protéines qui sont des aliments pour leurs petits. Le miellat produit par certains pucerons est collecté par des fourmis qui leur offrent en échange une certaine protection.

## Éléments de définitions
L'excrétion englobe in extenso l'élimination d'une partie des déchets du métabolisme et en particulier celui du métabolisme protéique avec l'élimination de l’urée.
On utilise également le verbe excréter pour qualifier l'ensemble de processus par lequel le produit d'une glande (sudoripare par exemple) est rejeté hors de celle-ci (par un ou des canaux). 
Cette excrétion peut être gazeuse, liquide, mucilagineuse ou même solide (cires, cristaux, fil des araignées, soie des chenilles, etc.).

## Cas particulier de la régulation osmotique

### Principes de la régulation osmotique
Lorsque l’organisme régule l'homéostasie ionique, la régulation osmotique agit sur deux facteurs :
- la concentration d'ions ;
- le volume de leur liquide intérieur.

Ceci vérifie la relation n = c * v, où n correspond à l'osmolarité c à la concentration ionique et v au volume.
En fonction du milieu dans lequel il vit, un animal va absorber de l'eau si celle-ci est à disposition afin de diluer et évacuer les électrolytes en excès, ou rejeter activement des ions dans le milieu extérieur sans perdre d'eau.

### Stratégies des animaux aquatiques
Tous les êtres vivants ne vivent pas dans les mêmes conditions de milieux. Par exemple un téléostéen ("poisson") marin aura un milieu de vie contenant beaucoup plus de chlorure de sodium qu'un téléostéen d'eau douce. Le poisson d'eau de mer aura donc plus de difficulté à perdre des excrétions alors que le poisson d'eau douce aura plus de difficulté à garder ses excrétions.
Certains êtres vivants sont dits osmoconformes parce qu'ils adoptent la pression osmotique du milieu, si celle-ci reste à peu près constante (par exemple l'eau de mer 1 047 mosmol/L).
D'autres sont appelés osmorégulateurs, c'est-à-dire qu'il possède une osmolarité différente de celle de leurs milieux de vie.

### Stratégies des animaux terrestres
Pour les animaux terrestres, la stratégie de régulation de l'osmolarité s'articule essentiellement au facteur eau. En effet le seul moyen efficace de contrôler son osmolarité consiste à adapter ses prises hydriques en fonction des besoins. Il existe également des stratégies complémentaires.

## Enjeux sanitaires
Un certain nombre de parasites, bactéries, virus et autres pathogènes posant problème pour la santé publique sont efficacement transmis ou peuvent l'être par les fluides corporels (dont la maladie de la vache folle ou la Chronic wasting disease due à un prion (protéine) présent chez certains cervidés sauvages) ou divers excrétats (ex : virus grippal lors d'éternuements). 
Dans les élevages et la filière agroalimentaire, le suivi et la gestion des excrétats sont pour cette raison un enjeu important (lisier, etc.)
Enfin la utilisation des excreta après traitement adéquat permet une réutilisation des nutriments présents dans ceux-ci pour l'agriculture.
Les excrétats d'humains et d'animaux malades (urine et excréments notamment) présentent des enjeux sanitaires, épidémiologiques, agronomiques ou écoépidémiologiques particuliers. 
En contexte de risque infectieux et notamment en cas de risque de contact direct ou indirect avec ces excreta, le port de vêtement appropriés (masque FFP, gants, lunettes de protection...) fait partie des bonnes pratiques.

### Cas particulier de l'utilisation des excrétats humains en agriculture biologique
Durant des millénaires, dans une grande partie du monde, ces excrétas ont été utilisés comme amendements des cultures, mais cet usage s'est réduit, pour des raisons sanitaires justifiées (risque de transmission de parasites ou de maladies telles que le choléra par exemple) et culturelles.
L'agriculture biologique en Europe interdit les fertilisants dérivés d'excrétats humains (notamment car ils peuvent contenir des micropolluants — dont résidus médicamenteux — sources de risques pour la santé et l'environnement), « alors que ceux-ci contiennent presque tout l'azote, le phosphore et le potassium que nous ingérons. Il est donc impossible de fermer les cycles de nutriments » ; au risque de manquer de phosphore (qui doit être apporté par d'autres sources extérieures qui sont surexploitées dans le monde).
En 2025, en France, pour être autorisé en agriculture biologique, un excréta fertilisant doit 1) être légalement commercialisé ou obtenir une dérogation (article L255-5 du Code Rural et de la pêche maritime) ; 2) figurer dans l'annexe II du règlement européen 2018/848. En outre, si un fertilisant liquide comme l'Aurin (produit liquide suisse, à base d'urine traitée contre les résidus médicamenteux) est utilisé, en Agriculture bio, il peut être jugé trop riche en minéraux et risquer de nourrir le sol plutôt que la plante et donc être refusé (alors que certains fertilisants minéraux, tels que le lisier de porc et les digestats de méthanisation, sont autorisés), ce qui semble être une incohérence réglementaire.
Selon le projet OCAPI, après traitement efficace des résidus pharmaceutiques et un contrôle adapté, il semble possible d'autoriser certains fertilisants dérivés d'excrétas humains en agriculture biologique, mais plusieurs années de procédure pourraient être nécessaires pour que ceci soit autorisé.